# Song Kang-ho
Song Kang-ho (송강호?, Song Gang-hoLR; Gimhae, 17 gennaio 1967) è un attore sudcoreano.

## Biografia

### Gli inizi
Mentre studia televisione al Busan Kyungsang College, si accosta al teatro sociale ed entra a far parte di una delle più importanti compagnie teatrali coreane. Il suo debutto cinematografico avviene nel 1996, nel film The Day a Pig Fell into the Well del regista Hong Sang-soo.

### Il successo
La svolta della sua carriera avviene nel 2000, anno che lo vede trionfare al botteghino coreano con due film: Banchikwang e Joint Security Area. Le sue partecipazioni a diverse pellicole di grandi cineasti coreani quali Bong Joon-ho, Hong Sang-soo, Kim Ji-woon e Park Chan-wook lo hanno portato ad avere notorietà sia in patria, in cui è uno degli attori più famosi, sia a livello internazionale.
Song Kang-ho riveste ruoli in film di generi diversi; lo si ricorda infatti nella commedia Il buono, il matto, il cattivo, nei film drammatici quali Memories of Murder e Mr. Vendetta, nei film di fantascienza come The Host e Snowpiercer e infine nell'horror Bakjwi. Nel doppiaggio coreano del film d'animazione Madagascar ha prestato voce al leone Alex. È membro dell'Academy of Motion Picture Arts and Science (A.M.P.A.S.).
Nel 2019 consacra la sua fama internazionalmente, partecipando, nel ruolo di Kim Ki-taek, al film Parasite, pellicola che ottiene un successo strepitoso e che vince, tra gli altri riconoscimenti, l'Oscar al miglior film. Nell'arco di poco tempo dall'uscita del film, Song Kang-ho viene inserito al sesto posto nella classifica dei 25 migliori attori cinematografici del XXI secolo redatta dal New York Times. Inoltre, l'anno seguente è stato selezionato come uno dei nove giudici del 74º Festival di Cannes. Nel 2022 partecipa al film Le buone stelle - Broker nel ruolo del protagonista. Grazie a questa interpretazione, Song Kang-ho vince il prestigioso Prix d'interprétation masculine al Festival di Cannes, il festival cinematografico più importante al mondo.

### Vita privata
Dal 1995 è sposato con l'attrice Hwang Jang-sook, da cui ha avuto due figli: l'ex calciatore del Samsung Bluewings Jun-pyong, nato nel 1996, e Ju-yeon.

## Filmografia

### Cinema
- Dwaejiga umul-e ppajin nal (돼지가 우물에 빠진 날?), regia di Hong Sang-soo (1996)
- Chorok mulgogi (초록 물고기?), regia di Lee Chang-dong (1997)
- Number 3 (넘버3?), regia di Song Neung-han (1997)
- Nappeun yeonghwa (나쁜 영화?), regia di Jang Sun-woo (1997) - cameo
- Jo-yonghan gajok (조용한 가족?), regia di Kim Ji-woon (1998)
- Swiri (쉬리?), regia di Kang Je-gyu (1999)
- Banchikwang (반칙왕?), regia di Kim Ji-woon (2000)
- Joint Security Area (공동경비구역JSA?), regia di Park Chan-wook (2000)
- Mr. Vendetta (복수는 나의 것?, Boksuneun naui geotLR), regia di Park Chan-wook (2002)
- YMCA yagudan (YMCA 야구단?), regia di Kim Hyun-seok (2002)
- Memories of Murder (살인의 추억?, Salinui chueokLR), regia di Bong Joon-ho (2003)
- Hyojadong ibalsa (효자동 이발사?), regia di Im Chan-sang (2004)
- Namgeukilgi (남극일기?), regia di Yim Pil-sung (2005)
- Lady Vendetta (친절한 금자씨?, Chinjeolhan geumjassiLR), regia di Park Chan-wook (2005) - cameo
- The Host (괴물?, GwoemulLR), regia di Bong Joon-ho (2006)
- Uahan segye (우아한 세계?), regia di Han Jae-rim (2007)
- Secret Sunshine (밀양?, MilyangLR), regia di Lee Chang-dong (2007)
- Il buono, il matto, il cattivo (좋은 놈, 나쁜 놈, 이상한 놈?, Jo-eun nom nappeun nom isanghan nomLR), regia di Kim Ji-woon (2008)
- Thirst (박쥐?), regia di Park Chan-wook (2009)
- The Secret Reunion (의형제?, UihyeongjeLR), regia di Jang Hoon (2010)
- Jakeun yeonmot (작은 연못?), regia di Lee Saang-woo (2010) - cameo
- Pureun sogeum (푸른소금?), regia di Lee Hyun-seung (2011)
- Howling (하울링?, HaullingLR), regia di Yoo Ha (2012)
- Snowpiercer (설국열차?, SeolgungnyeolchaLR), regia di Bong Joon-ho (2013)
- Gwansang (관상?), regia di Han Jae-rim (2013)
- Byeonhoin (변호인?), regia di Yang Woo-suk (2013)
- Sado (사도?), regia di Lee Joon-ik (2015)
- L'impero delle ombre (밀정?, MiljeongLR), regia di Kim Ji-woon (2016)
- A Taxi Driver (택시運轉士?, Taxi unjeonsaLR), regia di Hun Chang (2017)
- The Drug King (마약왕?), regia di Woo Min-ho (2018)
- Parasite (기생충?, GisaengchungLR), regia di Bong Joon-ho (2019)
- Emergency Declaration (비상선언?, Bisang seon-eonLR), regia di Han Jae-rim (2021)
- Le buone stelle - Broker (브로커?, BeurokeoLR), regia di Hirokazu Kore'eda (2022)
- Cobweb (거미집?), regia di Kim Ji-woon (2023)

### Televisione
- Uncle Samsik (삼식이 삼촌?, Samsig-i samchonLR) – serie TV (2024)

## Teatro
- Teacher Choi (최선생), Yeonwoo Theater (1990)
- A Little Monk (동승), Yeonwoo Theater (1991)
- Park Cheomji (박첨지), Yeonwoo Theater (1991)
- Fly Birds (날아라 새들아), Yeonwoo Theater (1992)
- I have soup (국물 있사옵니다), Yeonwoo Theater (1992)
- Kooni, Nara (쿠니, 나라), Yeonwoo Theater (1992)
- Women's rebellion (여성반란), Sanwoolim Theater (1993)
- Giselle (지젤), Batanggol Theater (1994)
- Playland (플레이랜드), Hakchon Blue Performance Hall (1995)
- I'll be a star (스타가 될거야), Towol Theater (1995)
- BE-AN-SO (비언소), Dongsoong Studio Theater (1996)

## Doppiatori italiani
Nelle versioni in italiano dei suoi film è stato doppiato da:
- Dario Oppido in Memories of Murder, L'impero delle ombre, A Taxi Driver, Parasite, Emergency Declaration, Le buone stelle - Broker, Cobweb
- Francesco Prando in Mr. Vendetta
- Sergio Luzi in The Host
- Pasquale Anselmo in Il buono, il matto, il cattivo
- Alessio Cigliano in The Secret Reunion